# 劉重麟
劉重麟（?—1845年），中國清朝官員，本籍陝西同州府，貢生出身。之後，先後擔任廣西永安州知州、歸順州知州、浙江寧波府知府、嚴州府知府、廣西桂平梧鬱道、湖北漢黃德道及江西督糧道。

## 生平
1827年（道光7年），他奉旨擔任按察使銜分巡台灣兵備道，從江西前往台灣，為台灣清治時期這階段的地方統治者。
1829年，劉重麟卸任台灣道前往江西擔任按察使，後又歷經四川布政使、安徽布政使、通政使司副使、光祿寺卿、宗人府府丞及都左副都御史。
1845年，他卒於御史任。